# Восход (Пермский край)
Восход — деревня в составе Чусовского городского округа в Пермском крае.

## Географическое положение
Деревня расположена примерно в 19 километрах по прямой линии на север-северо-запад от города Чусовой.

## Климат
Климат умеренно континентальный. Среднегодовая температура воздуха колеблется около 0 градусов, среднемесячная температура января — −16 °C, июля — +17 °C, заморозки отмечаются в мае и сентябре, а иногда и в июне. Высота снежного покрова достигает 80 см. Продолжительность залегания снежного покрова 170 дней. Преобладающее направление ветра в течение всего года — южное. Продолжительность вегетационного периода 118 дней. В течение года выпадает 500—700 мм осадков.

## История
Деревня возникла в 1930 году как спецпоселок для размещения «бывших кулаков» с Украины. С 1939 по 1952 фигурирует в документах как трудпоселок, подчиненный Чусовской райкомендатуре. В числе поселенцев после войны были также жители Западной Украины.
С 2004 по 2019 год деревня входила в Скальнинское сельское поселение Чусовского муниципального района.

## Население
Постоянное население деревни составляло 48 человек в 2002 году (русские 90 %), 35 человек в 2010 году. 